# Proteuxoa oxygona
Espèce
Synonymes
- Caradrina oxygona Lower, 1902[1]
- Prometopus poliophracta Turner, 1908[1]

Proteuxoa oxygona est une espèce de papillons nocturnes de la famille des Noctuidae. On la trouve en Australie, y compris en Tasmanie.

## Systématique
L'espèce Proteuxoa oxygona a été initialement décrite par Oswald Lower (d) en 1902 sous le protonyme de Caradrina oxygona.

## Galerie

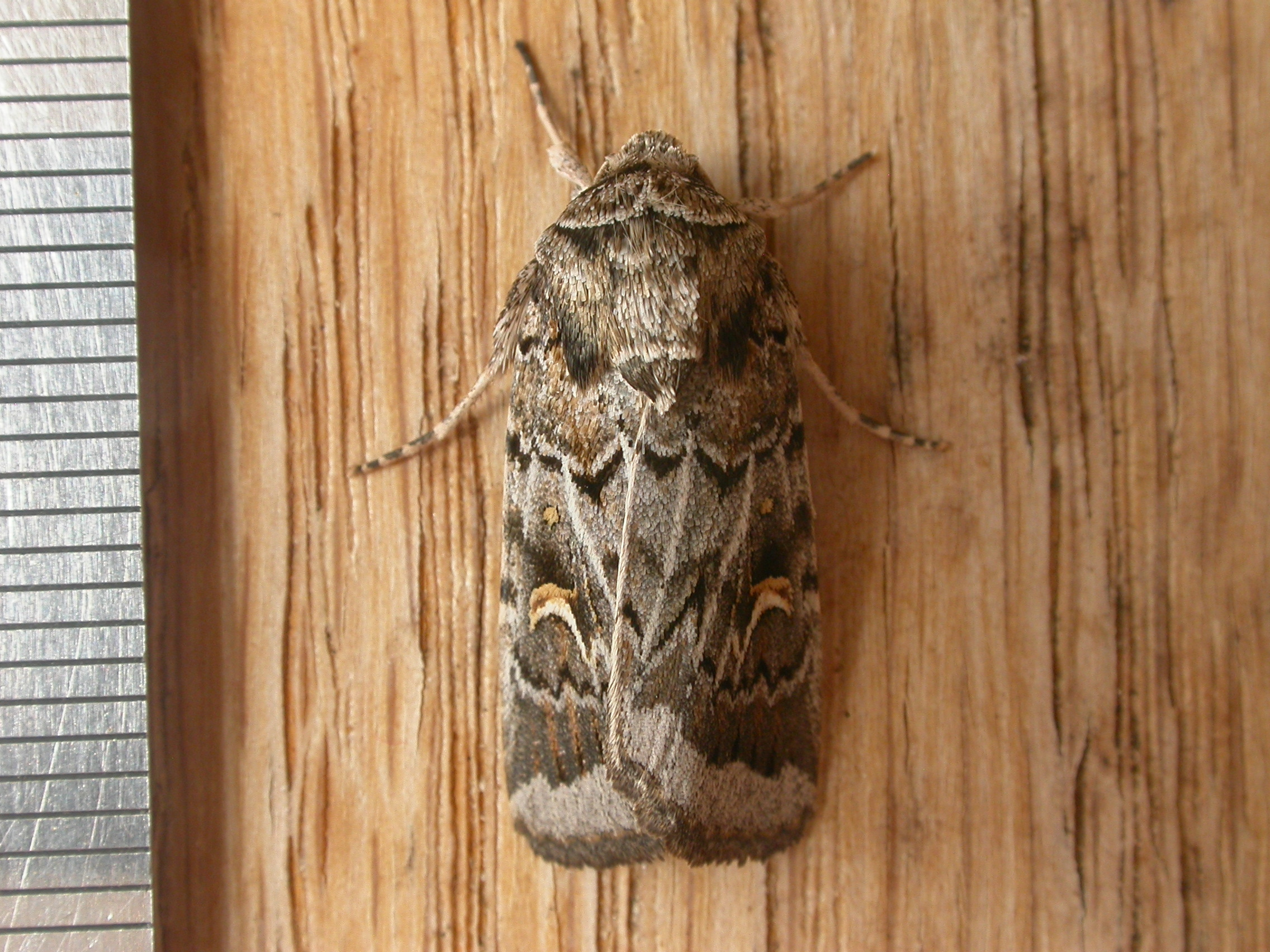